# Бодуэн III де Ланнуа
Бодуэн III де Ланнуа (фр. Baudouin III de Lannoy; 1517/1518 — 11 октября 1559, Гент), сеньор де Туркуэн — государственный деятель Габсбургских Нидерландов.

## Биография
Второй сын Филиппа де Ланнуа, сеньора де Молембе, Сольра и Туркуэна, и старший от брака с Франсуазой де Барбансон, дамой де Бовуар.
При разделе семейных владений получил Туркуэн, и первым из сеньоров этого места поставил его во главе своей титулатуры. Также владел землями Клерфе и Бовуар.
В 1546 году стал стольником императора Карла V. С 1549 года рыцарь, императорский советник и великий бальи Турне, Турнези, Мортаня, Сент-Аманда и зависимых от них территорий. Отец Ансельм, Морери и Рейфенберг ошибочно называют его губернатором Турне. В 1558 году стал капитаном цитадели Гента.
По утверждению автора «Истории сеньоров Туркуэна», он был сеньором редких достоинств, четыре раза замещал губернатора Фландрии, чтобы обновить магистрат Ауденарде[источник?].
Следом за старшим братом, Жаном де Ланнуа, Бодуэн был признан достойным чести вступить в орден Золотого Руна, и 3 августа 1556 был принят в его рыцари Филиппом II на капитуле в Генте. Орденская цепь была возложена на него 6 или 7 августа.
Сеньор де Туркуэн был весьма религиозен. К середине XVI века Туркуэн стал крупным центром текстильной промышленности, там имелось пятьдесят машин для производства шерстяного бархата. В промышленной среде активно распространялся протестантизм, и в 1556 году Бодуэн жаловался, что четверть населения Туркуэна заражена ересью. В борьбе с еретиками он пытался опереться на недавно созданное Общество Иисуса, а потому покровительствовал двум иезуитским проповедникам: Кентену Шаллару и Бернару Оливье, который был родом из Антуэна, и был послан самим будущим Святым Игнатием восстанавливать веру в родных местах. К великому сожалению Бодуэна эпидемия, разразившаяся в Турне в 1556 году, на его глазах унесла жизни обоих отцов-иезуитов.

## Семья
Жена (контракт 9.09.1545, Бреда): Адриана ван Хорн (ум. после 8.02.1582), дочь Филиппа ван Хорна, сеньора Босиньи, камергера Карла V, и Клер де Ренесс.
Дети:
- Франсуа (ум. 1602/1603), сеньор де Туркуэн. Умственно неполноценный, он был отстранен от владения младшим братом;
- Луи;
- Филипп;
- Филипп (1556—22.11.1594), сеньор де Туркуэн с 1559. Был холост;

На детях Бодуэна линия Ланнуа-Туркуэн пресеклась и владения перешли к его сестре Иоланде де Ланнуа, жене Жака III де Кроя.